# 塞羅戈多鎮區 (北卡羅萊納州哥倫布縣)
塞羅戈多鎮區（英語：Cerro Gordo Township）是位於美國北卡羅萊納州哥倫布縣的一個鎮區。

## 地方資料
塞羅戈多鎮區的面積為128.20平方千米，皆為陸地。根據2020年美國人口普查的數據，當地共有人口3140人，而人口密度為每平方千米24.49人。